# ばぶりんスカッシュ!
ばぶりんスカッシュ!は、SUPER☆GiRLSの19枚目のシングル。2018年8月15日にiDOL Streetから発売された。

## 概要
ジャケットA（CD+Blu-ray Disc）、ジャケットB（CDのみ）、イベント会場/mu-moショップ限定のミュージック・カード（10種類）の3種12形態で発売。ジャケットAとBの初回限定盤にはボーナストラックとして、浅川梨奈・尾澤ルナ・阿部夢梨が歌唱する「Hero」が収録されている。
表題曲「ばぶりんスカッシュ!」はグループにとって2年ぶりの夏曲で、2018年6月24日に行われた『森永乳業 Presents SUPER☆GiRLS LIVE TOUR 2018』第2部で初お披露目された。タイトルの「ばぶりんスカッシュ!」は「Bubble in the squash」のことで、恋する女の子の切ない気持ちが泡のように弾けていく様子を表した楽曲である。
カップリング曲「恋してYES〜これが私のアイドル道〜」は、iDOL Street ストリート生が2014年5月に発売した「PAPAPAパステルカラー/☆恋してYES 〜これが私のアイドル道!〜」のカバーである。初お披露目は2018年7月7日に行われた『アイドル横丁夏まつり!!〜2018〜』。
初回限定盤に収録される「Hero」は浅川主演の映画『トウキョウ・リビング・デッド・アイドル』の主題歌で、作品中に登場するアイドルグループTOKYO27区の曲としても使用されている。映画の公開に合わせたため尾澤の卒業後にリリースされることになった。映画の撮影は2017年秋ごろに行われ、2017年10月25日には抽選で選ばれたS.P.C会員もエキストラで出演するTOKYO27区のライブシーンを撮影する際に「Hero」が歌われた。「Hero」がライブで披露されたのはこれが唯一で、リリース後も一切ライブで披露されていない。阿部はラジオや超絶☆メールで「ライブではやらないと思う」と発信している。なお、『トウキョウ・リビング・デッド・アイドル』のDVD豪華盤にはMVがフルバージョンで収録された。
今作ではメンバーに担当するフルーツが割り当てられており、渡邉ひはパイナップル、宮崎はレモン、溝手はイチゴ、渡邉幸はリンゴ、浅川はバナナ、内村はスイカ、石橋はキウイフルーツ、阿部はモモ、長尾はブドウである。

## 収録曲

### CD
1. ばぶりんスカッシュ! [4:17]
作詞：miyakei、作曲：大智・児山啓介、編曲：児山啓介
2. 恋してYES〜これが私のアイドル道〜 [3:53]
作詞：みきとP・SUPER☆GiRLS、作曲・編曲：みきとP
3. Hero [4:07]
作詞・作曲・編曲：田尻知之・本澤尚之

### Blu-ray Disc
1. ばぶりんスカッシュ!（Music Video）
2. ばぶりんスカッシュ!（Music Video Making）
3. ばぶりんスカッシュ!（Music Video 個人サビver.）

### ミュージックカード
1. ばぶりんスカッシュ!
2. 恋してYES〜これが私のアイドル道〜
3. ばぶりんスカッシュ! (Instrumental)
4. 恋してYES〜これが私のアイドル道〜 (Instrumental)

## 音楽配信
CDの発売日にあたる8月15日に配信開始。ダウンロード、ストリーミングとも、以下にあげる楽曲が配信された。特に「Hero (Instrumental)」は配信限定となる。ハイレゾ音源は配信されなかった。
1. ばぶりんスカッシュ!
2. 恋してYES〜これが私のアイドル道〜
3. Hero
4. ばぶりんスカッシュ! (Instrumental)
5. 恋してYES〜これが私のアイドル道〜 (Instrumental)
6. Hero (Instrumental)

## イベント
| 日程          | 公演名                               | 会場                     | 備考 |
| ------------- | ------------------------------------ | ------------------------ | --- |
| 2018年 7月1日 | 予約イベント                         | たまプラーザテラス       | 各日2部制 ミニライブ・グループ別握手会                                                                             |
| 7月16日       | 予約イベント                         | ダイバーシティ東京プラザ | 各日2部制 ミニライブ・グループ別握手会                                                                             |
| 8月15日       | リリースイベント                     | 赤坂サカス               | ミニライブ・グループ別握手会 各日2部制（15日を除く）                                                               |
| 8月18日       | リリースイベント                     | あべのキューズモール     | ミニライブ・グループ別握手会 各日2部制（15日を除く）                                                               |
| 8月19日       | リリースイベント                     | OCAT                     | ミニライブ・グループ別握手会 各日2部制（15日を除く）                                                               |
| 8月16日       | ネットサイン会                       | LINE LIVE                | [ 4 ] |
| 9月15日・16日 | mu-moショップ／S.P.Cショップイベント | サンライズビル           | 個別握手会2部制・個別撮影会2部制・グループ撮影会1部制・個別サイン会1部制 mu-moショップでの参加券付き商品購入者対象 |

※他、各イベントにおいて予約購入者対象の握手会も開催。